# Omar Tejera
Omar Tejera – piłkarz urugwajski, obrońca.
Jako piłkarz klubu Montevideo Wanderers wziął udział w turnieju Copa América 1955, gdzie Urugwaj zajął czwarte miejsce. Tejera zagrał we wszystkich pięciu meczach - z Paragwajem, Chile, Ekwadorem (tylko w pierwszej połowie - w przerwie meczu zmienił go Roberto Leopardi), Argentyną (w 82 minucie zastąpił na boisku Roberto Leopardiego) i Peru.
Tejera rozegrał w reprezentacji Urugwaju 5 meczów - wszystkie podczas turnieju Copa América.